# Il corsaro
Il Corsaro (El corsari, originalment en italià) és una òpera en tres actes amb música de Giuseppe Verdi i llibret de Francesco Maria Piave, basat en el poema The Corsair de Lord Byron. Va ser estrenada el 25 d'octubre de 1848 en el Teatre Gran de Trieste.
Il corsaro és una de les obres menys conegudes de Verdi, en què presenta molts elements propis d'un romanticisme ple. Els protagonistes són dues parelles: per una banda Corrado i la seva estimada Medora i per l'altra el paixà otomà Seid i la seva esclava favorita Gulnara. Es tracta d'una obra amb molts moments de gran bellesa i lirisme, que per primera vegada va ser presentada el 2004 al Gran Teatre del Liceu de Barcelona en versió de concert.
Segons Giuseppe Verdi: "S'ha de veure Il corsaro amb perspectiva, ja que és una obra de transició en què apuntava coses que després desenvoluparia a La traviata i Otello".